# 馬里考

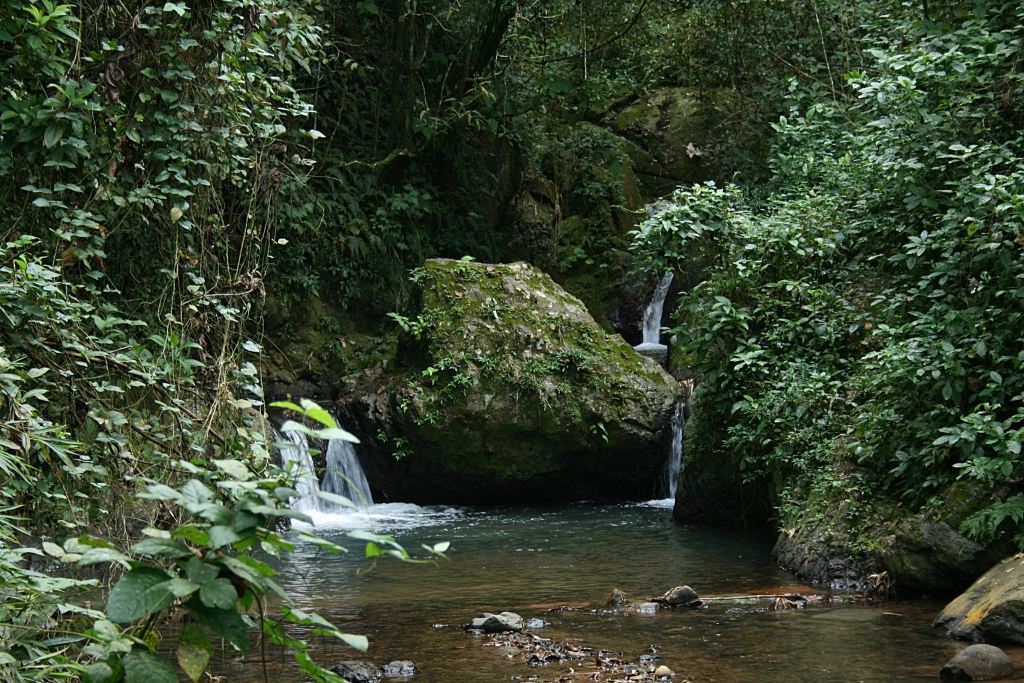

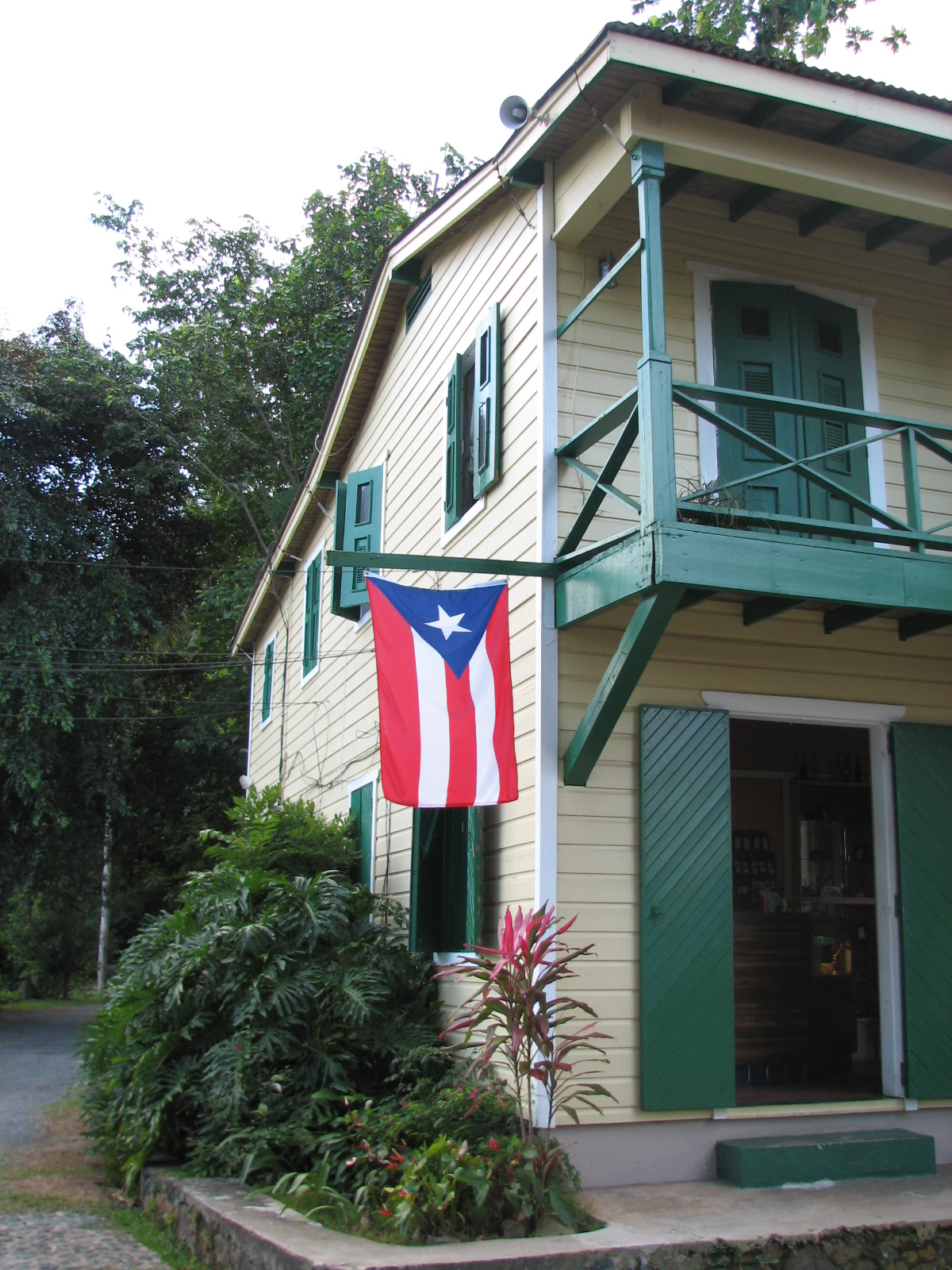

馬里考（西班牙語：Maricao）是波多黎各的城鎮，位於該島西部，始建於1874年4月10日，面積96平方公里，主要經濟活動有農業和旅遊業，2010年人口6,276，人口密度每平方公里65人。

## 外部連結
- Hacienda Juanita （页面存档备份，存于）